# تاريخ اليهود في أرمينيا

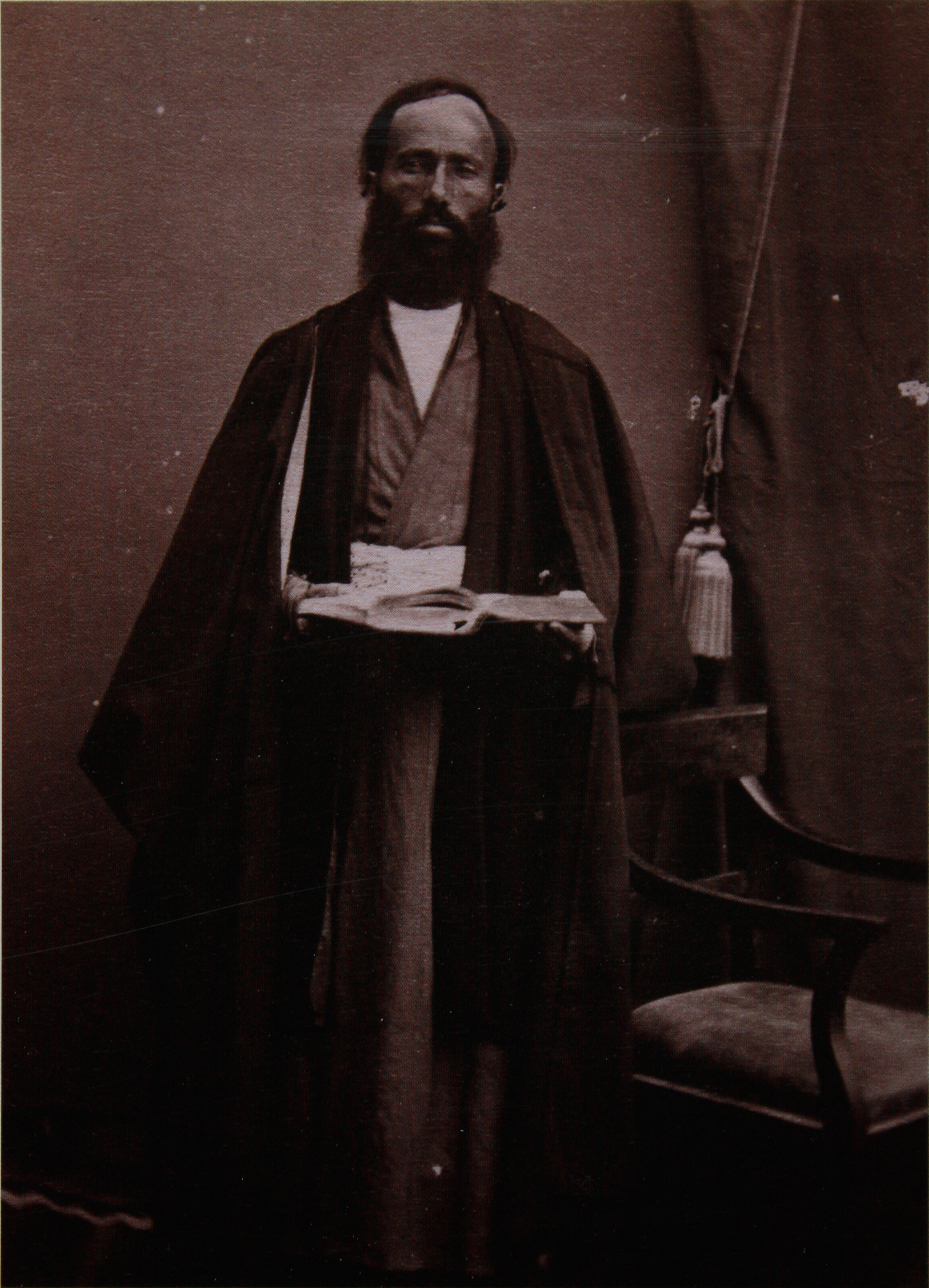
أرمني يهودي.

تاريخ اليهود في أرمينيا (بالأرمنية: Հայաստանի հրեական համայնք)‏، هم أحد الجاليات اليهودية في منطقة القوقاز. هناك أدلة على وجود استيطان يهودي في المرتفعات الأرمنية يعود تاريخها إلى أوائل القرن الأول قبل الميلاد.

## أرمينيا التاريخية
هناك سجلات تاريخية تشهد بوجود اليهود في أرمينيا الوثنية، قبل انتشار المسيحية في المنطقة بواسطة القديس غريغوريوس المنور عام 301م. يعتقد المؤرخون الأرمنيون في العصور الوسطى، مثل موسى خوريناتسي، أنه خلال غزو الملك الأرميني ديكرانوس الثاني (95-55 قبل الميلاد)، أحضر معه 10000 أسير يهودي إلى مملكة أرمينيا القديمة (التي شملت ما يعرف باسم أرمينيا الكبرى) عندما انسحب من يهودا، بسبب الهجوم الروماني على أرمينيا (69 قبل الميلاد). غزا النمور الثانية سوريا، وربما شمال إسرائيل أيضاً. استقر عدد كبير من اليهود في أرمينيا من القرن الأول قبل الميلاد. أصبحت مدينة واحدة، على وجه الخصوص، فارتكيسافان مركزاً تجارياً مهماً. وهكذا، تم تأسيس الجالية اليهودية في أرمينيا. مثل بقية سكان أرمينيا، عانوا من عواقب القوى الإقليمية التي تحاول تقسيم البلاد وغزوها. بحلول 360-370 بعد الميلاد، كانت هناك زيادة كبيرة في الهجرة اليهودية الهلنستية إلى أرمينيا. أصبحت العديد من المدن الأرمنية يهودية في الغالب. خلال هذه الفترة (القرن الرابع الميلادي)، بعد غزو أرمينيا من قبل الملك سابور الثاني الساساني قام بترحيل آلاف العائلات اليهودية من أرمينيا الفارسية وإعادة توطينهم في أصفهان (إيران الحديثة).

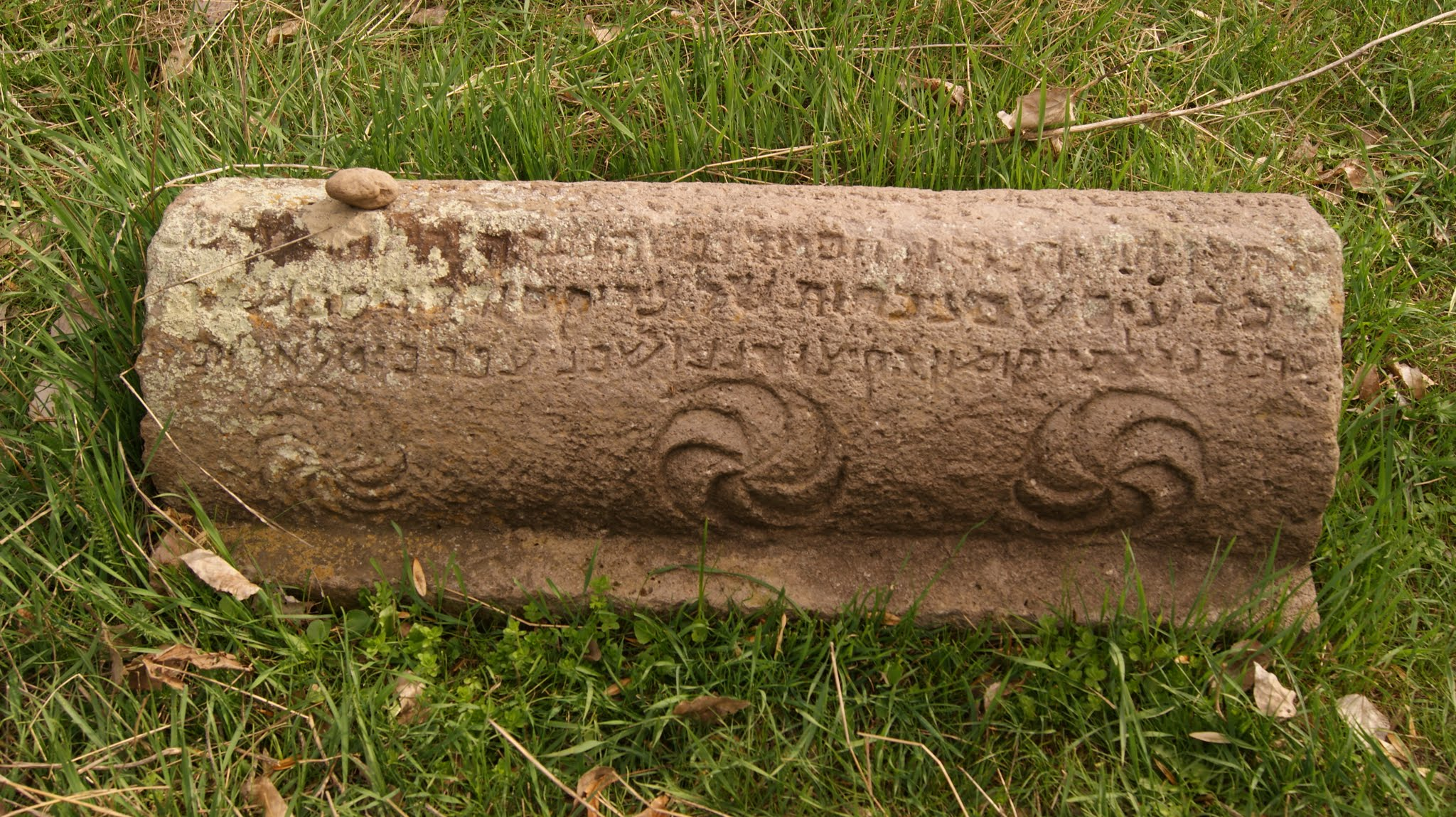
المقبرة اليهودية في يغكس، القرن الثالث عشر

في عام 1912 أعلن عالم الآثار نيكولاي مار عن اكتشاف علامة مميزة عام 1910 في قرية يغكس تحمل نقشاً عبرياً. في عام 1996، اكتشفت التحقيقات في يغكس، في محافظة وايوتس جور في أرمينيا، بقايا مقبرة يهودية من العصور الوسطى من مجتمع يهودي غير معروف سابقاً. في عام 2000، قام فريق من الجامعة العبرية في القدس بالتنقيب في الجانب الجنوبي من نهر يغكس، مقابل القرية مقبرة يهودية مع 40 شواهد القبور مع النقوش العبرية التي يرجع تاريخها بين عام 1266 و1497. قد تشير كلمة واحدة غير عبرية في النقوش إلى أصل المجتمع. صرح مايكل نوسونوفسكي أن «كلمة خواجا هي من أصل فارسي، وربما تشير إلى أن اليهود الذين استقروا في يغكس جاءوا من بلاد فارس وأبقوا اللغة الفارسية كلغتهم المنطوقة. إن الاقتباسات الكتابية والصيغ التلمودية هي دليل على مستوى عالٍ من التعلم في المجتمع». قامت مجموعة من علماء الآثار والمؤرخين الأرمن والإسرائيليين بحفر الموقع في عامي 2001 و 2002 ووجدوا 64 شواهد قبور أخرى. تم تزيين بعضها بزخارف مملكة أوربيلاين. عثر الفريق الأثري أيضاً على ثلاث مصانع، يقول الأسقف إنها تُظهر أن المجتمع لديه نشاط تجاري لأن مطحنة واحدة يمكنها إطعام العديد من العائلات. عشرين من شواهد القبور هذه لها نقوش، كلها باللغة العبرية باستثناء اثنتين، والتي كانت باللغة الآرامية. كان أقدم حجر مؤرخ من 1266 وآخر تاريخ هو 1336/7.

## الفترة الحديثة
في عام 1828، انتهت الحروب الروسية الفارسية وتم ضم أرمينيا الشرقية (جمهورية أرمينيا حالياً) إلى الإمبراطورية الروسية بمعاهدة تركمانجاي. بدأ اليهود الفرس والبولنديون بالإضافة إلى السبتيين بالوصول إلى سوبوتنيكي، الفلاحون الروس الذين تم نفيهم إلى ضواحي الإمبراطورية الروسية في عهد كاترين الثانية. كانوا مسيحيين متهودون وتحولت في الغالب إلى اليهودية السائدة أو استيعابها. منذ عام 1840، بدأوا في إنشاء مجتمعات أشكنازية ومزراحية على التوالي في يريفان. حتى عام 1924، كان كنيس السفارديم، شيخ مردخاي، مؤسسة رائدة بين الجالية اليهودية.
وفقًا لتعداد الإمبراطورية الروسية لعام 1897، كان هناك حوالي 415 شخصاً في غيومري و 204 في يريفان والذين كانت لغتهم الأم «يهودية» وأعداداً أقل بكثير في مكان آخر 6 في فاغارشابات، 15 في غاوار. كان عدد المتحدثين اليهود الذين تم الإبلاغ عن أنفسهم كما يلي في المناطق الأخرى المأهولة بالأرمن في الإمبراطورية الروسية التي تقع الآن خارج أرمينيا: 4 في شوشا (كاراباخ)، 93 في إليزافيتبول (غانيا، أذربيجان)، 4 في إغدير (تركيا الآن)، 424 في قارص (تركيا)، 111 في أرداهان (تركيا)، 189 في آخالكالاكي (جورجيا)، 438 في آخالتسيخه (جورجيا)، 72 في شولافيري (جورجيا).
أما بالنسبة لأرمينيا الغربية (أرمينيا التركية)، فوفقاً للأرقام العثمانية الرسمية لعام 1914، عاش 3822 يهودياً في «ست ولايات» كان بها عدد كبير من الأرمن: 2085 في ولاية ديار بكر، 1383 في ولاية وان، 344 في ولاية سيواس، 10 في ولاية أرضروم، ولا شيء في ولاية بدليس وولاية معمورة العزيز (هاربوت). كانت هناك زيادة 317 اليهود في قيليقية التاريخية: 66 في ولاية أضنة و 251 في ماراس سنجق.
انتقلت الجاليات اليهودية الروسية إلى أرمينيا على نطاق أوسع خلال الفترة السوفيتية، بحثلً عن جو من التسامح في المنطقة التي كانت غائبة في روسيا السوفيتية أو جمهورية أوكرانيا الاشتراكية السوفيتية.
بعد الحرب العالمية الثانية، ارتفع عدد السكان اليهود إلى حوالي 5000. في عام 1959، بلغ عدد السكان اليهود ذروته في أرمينيا السوفيتية بحوالي 10000 شخص. وصلت موجة أخرى من المهاجرين اليهود إلى البلاد بين عامي 1965 و 1972، معظمهم من المثقفين والجيش والمهندسين. وصل هؤلاء اليهود من روسيا وأوكرانيا، وانجذبوا إلى المجتمع الأكثر ليبرالية. ومع ذلك، مع حل الاتحاد السوفيتي غادر العديد منهم بسبب حرب مرتفعات قرة باغ. بين عامي 1992 و 1994، هاجر أكثر من 6000 يهودي إلى إسرائيل بسبب عزلة أرمينيا السياسية والاكتئاب الاقتصادي. اليوم تقلص عدد السكان اليهود في البلاد إلى حوالي 750. في عام 1995، تم إنشاء منزل شاباد في يريفان.

## يومنا هذا

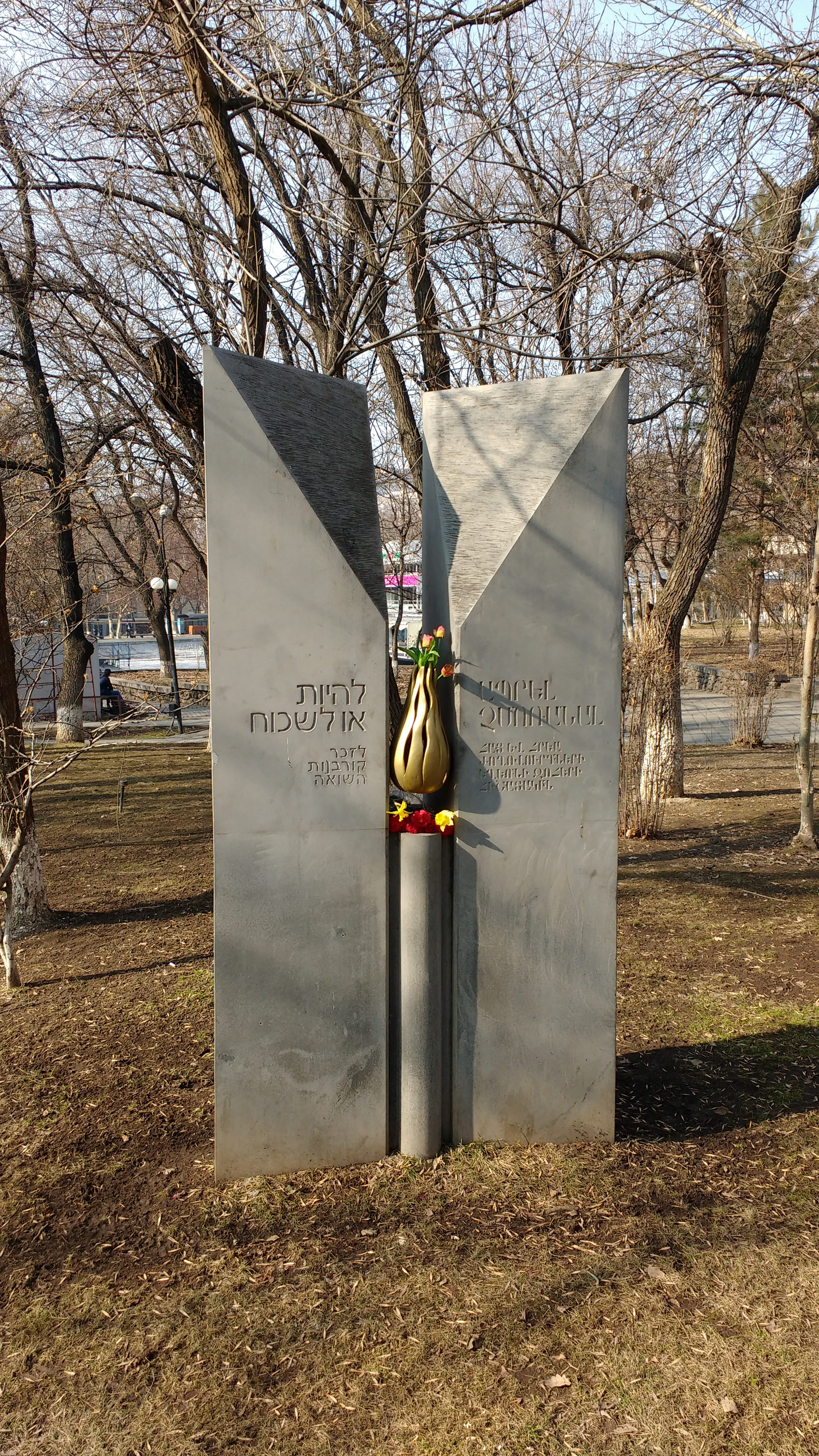
النصب التذكاري للهولوكوست في يريفان.

هناك حوالي 300-500 يهودي يعيشون حالياً في أرمينيا، خاصة في العاصمة يريفان. هم في الغالب من أصل أشكنازي، في حين أن بعضهم من المزراحيين والجورجيين.
هناك مجتمع صغير من سوبوتنيكس (يعتقد أنه مجتمع يهودي تطور من المسيحيين الروحيين في مولوكان) الذين تحول أسلافهم إلى اليهودية، والذين يتضاءلون بسرعة.
ويترأس المجتمع اليهودي في يريفان حالياً الحاخام الأكبر غيرشون بورشتين من حركة حباد، ويدير المجلس اليهودي في أرمينيا الشؤون الاجتماعية السياسية.

## حقوق الإنسان
ذكرت رئيسة الجالية اليهودية في أرمينيا، ريما فارزابيتيان فيلر، في 23 يناير 2015، أن «الجالية اليهودية تشعر بأنها محمية في أرمينيا، وأن السلطات تحترم حقوقهم وثقافتهم وتقاليدهم. لا توجد معاداة للسامية في أرمينيا، ونحن نتمتع بعلاقات جيدة مع الأرمن. بالطبع، يعاني المجتمع من بعض المشاكل التي تنشأ عن الوضع العام للبلد.».
في عام 2005، زعم أرمين أفيتسيان، الزعيم المعادي للسامية بشكل علني في الاتحاد الآري الأرمني، وهو حزب صغير قومي متطرف، أن هناك ما يصل إلى 50000 يهودي «متنكر» في أرمينيا. ووعد بأنه سيعمل على طردهم من البلاد. اُعتقل في يناير 2005 بتهمة التحريض على الكراهية العرقية.
كان هناك حادثان مسجلان، في عامي 2007 و 2010، عن أعمال تخريب ارتكبها أفراد مجهولون على الجانب اليهودي من النصب التذكاري للمآسي المشتركة في أراغاست بارك، يريفان التي تحيي ذكرى الإبادة الجماعية للأرمن والمحرقة. اًستبدل هذا النصب التذكاري بنصب أصغر تم تشويهه وإسقاطه عدة مرات.